# 圓石斧脂鯉
圓石斧脂鯉，為輻鰭魚綱脂鯉目脂鯉亞目脂鯉科的其中一個種。分布於南美洲亞馬遜河及圭亞那沿岸淡水流域，體長可達17.8公分，棲息在水淺的溪流，以植物果實及昆蟲等為食，生活習性不明，可做為觀賞魚。

## 扩展阅读
維基物種上的相關：圓石斧脂鯉